# Långsjön (Gärdserums socken, Småland)
Långsjön är en sjö i Åtvidabergs kommun i Småland och ingår i Storåns huvudavrinningsområde. Sjön har en area på 0,751 kvadratkilometer och ligger 90,6 meter över havet.

## Delavrinningsområde
Långsjön ingår i det delavrinningsområde (645140-152295) som SMHI kallar för Utloppet av Långsjön. Medelhöjden är 104 meter över havet och ytan är 3,96 kvadratkilometer. Det finns ett avrinningsområde uppströms, och räknas det in blir den ackumulerade arean 12,25 kvadratkilometer. Vattendraget som avvattnar avrinningsområdet har biflödesordning 3, vilket innebär att vattnet flödar genom totalt 3 vattendrag innan det når havet efter 41 kilometer. Avrinningsområdet består mestadels av skog (73 procent). Avrinningsområdet har 0,74 kvadratkilometer vattenytor vilket ger det en sjöprocent på 18,7 procent.